# Lundelius & Eccleston
Lundelius & Eccleston war ein US-amerikanischer Hersteller von Automobilen.

## Unternehmensgeschichte
Die Herren Lundelius und Eccleston gründeten 1922 das Unternehmen in Los Angeles in Kalifornien. Sie entwickelten eine besondere Radaufhängung und stellten zwischen 1926 und 1934 insgesamt acht Personenkraftwagen her. Der Markenname lautete L & E. Im Bereich von Fahrgestellen und Designarbeiten existierte das Unternehmen noch bis zum Zweiten Weltkrieg. Eines der Fahrzeuge existiert noch.

## Fahrzeuge
Die Fahrzeuge waren Einzelstücke und unterschieden sich zum Teil erheblich. Eines hatte einen luftgekühlten Sechszylindermotor von Franklin, ein Fahrgestell mit 335 cm Radstand und einen Aufbau als Tourenwagen. Folgende ähnelten den Modellen von Cadillac, Studebaker und Ford. 1931 entstand eine Limousine mit einem Achtzylindermotor von Lycoming, die den Fahrzeugen von Franklin ähnelte.